# Dale Hayes
Dale Hayes (Pretoria, 1 juli 1952) is een golfprofessional uit Zuid-Afrika.

## Amateur
Hayes zat van 1968 - 1970 in de nationale jeugdtraining.

### Gewonnen
- 1969: Wereldkampioenschap junioren, Zuid-Afrikaans Amateur Strokeplay Kampioenschap, Duits amateurkampioenschap, Braziliaans Amateur Kampioenschap
- 1970: Zuid-Afrikaans Amateur Strokeplay Kampioenschap, Schots Amateur Strokeplay Kampioenschap

### Teams
- Eisenhower Trophy: 1970

## Professional
Hayes werd in 1970 professional en begon in 1971 te spelen op de net opgerichte Europese PGA Tour, Hij speelde hier tot en met 1980. Alleen eind 1976 verloor hij zijn tourkaart. Hij ging niet naar de Tourschool en sloeg 1977 over.
In zijn rookiejaar won Hayes het Spaans open, hij was 18 jaar en 290 dagen, de jongste winnaar ooit op de Europese Tour. Dat record werd pas op 7 maart 2010 verbroken door de Koreaan Seung-yul Noh, die het Maleisisch Open won en toen 18 jaar en 281 dagen was. Noh's record werd door Matteo Manassero verbroken in datzelfde jaar.
In 1973 werd hij samen met Donald Swaelens tweede op het Brits Open, één slag achter Peter Oosterhuis.
In 1975 was hij de tweede Zuid-Afrikaanse speler die de Harry Vardon Trofee won, die bestemd is voor de winnaar van de Europese Order of Merit.

### Gewonnen

#### Sunshine Tour
- 1972: Holiday Inn Royal Swazi Sun Open, Rolux Open, Schoeman Park Open
- 1973: Rhodesian Masters
- 1976: Zuid-Afrikaans Open
- 1974: PGA Kampioenschap
- 1975: PGA Kampioenschap
- 1976: Zuid-Afrikaans Open, PGA Kampioenschap
- 1978: Zuid-Afrikaans Masters, ICL International

#### Europese Tour
- 1971: Spaans Open op El Prat
- 1975: Zwitsers Open in Crans
- 1978: Frans Open op La Baule, Italiaans Open op Pevero
- 1979: Spaans Open op Torrequebrada

### Teams
- World Cup: 1974 (winnaar met Bobby Cole, die individueel winnaar werd), 1976

Op 23 december 2009 wordt hij tijdens de opening van het museum opgenomen in de Zuid-Afrikaanse Golf Hall of Fame in George.
Zie ook Lijst van golfers uit Zuid-Afrika